# 日創グループ
日創グループ株式会社（にっそうグループ、NISSO GROUP Co.,Ltd.）は、金属材料の板金加工・組立・塗装を行う会社。材料調達から加工まで一貫受注する。クリーンルーム用パネル、仮設ハウス用断熱パネル、自動車生産ライン用部材など多様な製品に対応する。

## 沿革
- 1983年9月 - 福岡市南区に日創工業有限会社を設立。
- 1997年9月 - 日創工業株式会社に組織変更。
- 2007年
  - 4月 - 日創プロニティ株式会社に商号変更。
  - 8月 - 福岡証券取引所Q-Board市場へ株式上場。
- 2019年7月 - 福岡証券取引所本則市場へ市場変更。同時に東京証券取引所2部へ上場[1]。
- 2023年2月 - ニッタイ工業株式会社およびエヌ・トレーディング株式会社を子会社化[2]。
- 2025年6月 - 持株会社制に移行。日創プロニティ株式会社は日創グループ株式会社に商号変更されたと同時に、事業は日創プロニティ株式会社（2代）（日創プロニティ分割準備株式会社から商号変更）が継承[3][4][5]。

## 関連会社
- 吾嬬ゴム工業株式会社
- 日創エンジニアリング株式会社
- 綾目精機株式会社
- 株式会社ダイリツ
- 株式会社壹会
- 株式会社ワタナベテクノス
- ニッタイ⼯業株式会社
- 株式会社天神製作所
- カナエテ株式会社